# 克拉帕尼島
43°40′20″N 15°54′50″E / 43.67222°N 15.91389°E

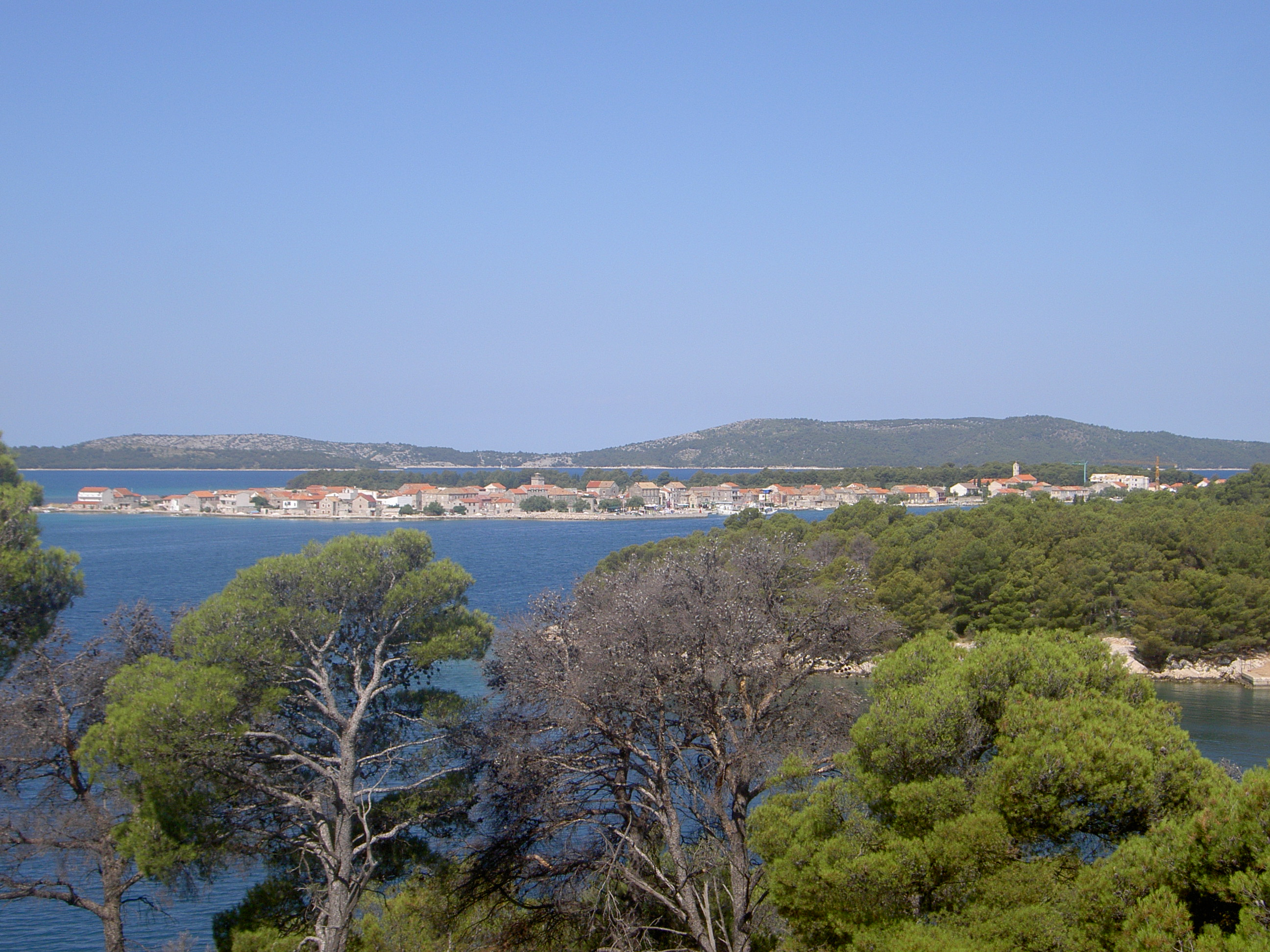

克拉帕尼島是克羅地亞的島嶼，位於亞得里亞海，由希貝尼克-克寧縣負責管轄，面積0.36平方公里，最高點海拔高度2米，每年平均降雨量711毫米，2001年人口237。

## 外部連結
- Official Tourism Bureau of Krapanj
- Krapanj.com （页面存档备份，存于） Info on Krapanj
- Krapanj Gallery （页面存档备份，存于） A Krapanj photo gallery